# Roger Montané i Aroles
Roger Montané i Aroles   (Barcelona, 1926 - p. Al final segle XX) fou un pilot de motociclisme català, campió d'Espanya de velocitat en sidecars el 1955. A més, el 1951 acabà quart en la cursa de 500cc del II Gran Premi d'Espanya (VIII Internacional de Barcelona), puntuable per al Mundial, pilotant una Norton. Altres èxits seus foren la victòria en categoria 250cc a les 24 Hores de Montjuïc el 1955 i a la Cursa de Velomotors de la Penya Motorista Barcelona en la categoria de 50 a 75 cc el 1956, o el segon lloc en el Gran Premi de Sitges al Circuit de Terramar, en 175 cc, el 1955.

## Resultats al Mundial de motociclisme[3]
| Any  | Categoria | Moto   | Curses | Victòries | Podi | Pole | Fast lap | Punts | Posició |
| ---- | --------- | ------ | ------ | --------- | ---- | ---- | -------- | ----- | ------- |
| 1951 | 500cc     | Norton | 1      | 0         | 0    | 0    | 0        | 3     | 16è     |